# Иркутский район
Ирку́тский райо́н — административно-территориальное образование (район) и муниципальное образование (муниципальный район) в Иркутской области России.
Административный центр — город Иркутск (в состав района не входит).

## География
Иркутский район граничит на юге с Слюдянским районом, на западе с Шелеховским, Ангарским, Усольским районами, на севере с Боханским районом, на северо-востоке с Эхирит-Булагатским и Ольхонским районами области. На юго-востоке район выходит к озеру Байкал, по акватории которого проходит административная граница с Бурятией. С юго-востока на северо-запад территорию района пересекает река Ангара. Общая площадь территории, находящейся в ведении муниципального образования, составляет 1167,2 тыс. га, или 1,5% от территории Иркутской области.
Площадь района — 11,3 тыс. км², в том числе около 2,4 тыс. км² — акватории озера Байкал и Иркутского водохранилища. Растительность в северной части смешанная, в южной — хвойная.

### Климат
Климат района резко континентальный.

## История
В апреле 1941 года часть территории Иркутского района была передана в новый Баяндаевский район. 9 декабря 1959 года к Иркутскому району была присоединена часть территории упразднённого Кировского района.

## Население
| \| 2002[7] \| 2009[8] \| 2010[9] \| 2011[10] \| 2012[10] \| 2013[11] \| 2014[12] \| \| -------- \| -------- \| -------- \| -------- \| -------- \| -------- \| -------- \| \| 59 850 \| ↗71 109 \| ↗84 322 \| ↗84 847 \| ↗89 880 \| ↗96 023 \| ↗103 057 \| \| 2015[13] \| 2016[14] \| 2017[15] \| 2021[4] \| \| \| \| \| ↗107 010 \| ↗112 111 \| ↗119 275 \| ↗162 716 \| \| \| \| 50 000 100 000 150 000 200 000 2002 2013 2021 |          |          |          |         |         |          |
| 2002 | 2009     | 2010     | 2011     | 2012    | 2013    | 2014     |
| 59 850 | ↗71 109  | ↗84 322  | ↗84 847  | ↗89 880 | ↗96 023 | ↗103 057 |
| 2015 | 2016     | 2017     | 2021     |         |         |          |
| ↗107 010 | ↗112 111 | ↗119 275 | ↗162 716 |         |         |          |

### Урбанизация
В городских условиях (рабочий посёлок Большая Речка, Листвянка и Маркова (Иркутская область)) проживают 25,58 % населения района.

## Муниципально-территориальное устройство
В муниципальный район входят 21 муниципальное образование, в том числе 3 городских поселения и 18 сельских поселений:
| №        | Муниципальное образование | Флаг | Герб | Административный центр   | Количество населённых пунктов | Население (чел.) | Площадь (км²) |
| -------- | ------------------------- | ---- | ---- | ------------------------ | ----------------------------- | ---------------- | ------------- |
| 1e-06    | Городские поселения       |      |      |                          |                               |                  |               |
| 1        | Большереченское           |      |      | р.п. (пгт) Большая Речка | 7                             | ↘2964            | 1071,81       |
| 2        | Листвянское               |      |      | р.п. (пгт) Листвянка     | 4                             | ↗2246            | 1225,82       |
| 3        | Марковское                |      |      | р.п. (пгт) Маркова       | 3                             | ↗42 689          | 700,06        |
| 3.000002 | Сельские поселения        |      |      |                          |                               |                  |               |
| 4        | Голоустненское            |      |      | село Малое Голоустное    | 3                             | ↗2090            | 4245,08       |
| 5        | Гороховское               |      |      | село Горохово            | 6                             | ↗2100            | 852,15        |
| 6        | Дзержинское               |      |      | посёлок Дзержинск        | 1                             | ↗4749            | 5,37          |
| 7        | Карлукское                |      |      | деревня Карлук           | 1                             | ↗4950            | 28,63         |
| 8        | Максимовское              |      |      | село Максимовщина        | 1                             | ↗4232            | 47,45         |
| 9        | Мамонское                 |      |      | село Мамоны              | 3                             | ↗8334            | 127,63        |
| 10       | Молодёжное                |      |      | посёлок Молодёжный       | 2                             | ↗11 638          | 20,43         |
| 11       | Никольское                |      |      | село Никольск            | 4                             | ↗2466            | 295,44        |
| 12       | Оёкское                   |      |      | село Оёк                 | 9                             | ↗8074            | 332,05        |
| 13       | Ревякинское               |      |      | деревня Ревякина         | 4                             | ↗1801            | 182,00        |
| 14       | Смоленское                |      |      | село Смоленщина          | 1                             | ↗5899            | 26,86         |
| 15       | Сосновоборское            |      |      | деревня Сосновый Бор     | 1                             | ↘1575            | 30,41         |
| 16       | Уриковское                |      |      | село Урик                | 9                             | ↗15 775          | 198,05        |
| 17       | Усть-Балейское            |      |      | деревня Зорино-Быково    | 4                             | ↗1120            | 249,88        |
| 18       | Усть-Кудинское            |      |      | деревня Усть-Куда        | 1                             | ↗2363            | 57,31         |
| 19       | Ушаковское                |      |      | село Пивовариха          | 10                            | ↗11 172          | 1211,60       |
| 20       | Хомутовское               |      |      | село Хомутово            | 6                             | ↗23 963          | 420,27        |
| 21       | Ширяевское                |      |      | деревня Ширяева          | 5                             | ↗2516            | 356,91        |

### Населённые пункты
В Иркутском районе 85 населённых пунктов.
| №  | Населённый пункт   | Тип             | Население | Муниципальное образование                 |
| -- | ------------------ | --------------- | --------- | ----------------------------------------- |
| 1  | Ангара             | деревня         | ↗38       | Уриковское муниципальное образование      |
| 2  | Ангарские Хутора   | посёлок         | ↘27       | Листвянское муниципальное образование     |
| 3  | Баруй              | деревня         | ↗283      | Гороховское муниципальное образование     |
| 4  | Берёзка            | посёлок         | ↗3        | Большереченское муниципальное образование |
| 5  | Большая Речка      | рабочий посёлок | ↘2715     | Большереченское муниципальное образование |
| 6  | Большие Коты       | посёлок         | ↘56       | Листвянское муниципальное образование     |
| 7  | Большое Голоустное | посёлок         | ↗592      | Голоустненское муниципальное образование  |
| 8  | Бургаз             | деревня         | ↗282      | Ревякинское муниципальное образование     |
| 9  | Бурдаковка         | деревня         | ↗419      | Ушаковское муниципальное образование      |
| 10 | Бурдугуз           | посёлок         | ↗138      | Большереченское муниципальное образование |
| 11 | Бутырки            | деревня         | ↗607      | Оёкское муниципальное образование         |
| 12 | Бутырки            | посёлок         | ↗17       | Большереченское муниципальное образование |
| 13 | Бухун              | посёлок         | ↘76       | Гороховское муниципальное образование     |
| 14 | Быкова             | деревня         | ↘261      | Усть-Балейское муниципальное образование  |
| 15 | Вдовина            | заимка          | ↘75       | Мамонское муниципальное образование       |
| 16 | Верхний Кет        | деревня         | ↗56       | Гороховское муниципальное образование     |
| 17 | Галки              | деревня         | ↗573      | Оёкское муниципальное образование         |
| 18 | Глазунова          | заимка          | →125      | Уриковское муниципальное образование      |
| 19 | Горный             | посёлок         | ↗399      | Хомутовское муниципальное образование     |
| 20 | Горохово           | село            | ↗754      | Гороховское муниципальное образование     |
| 21 | Горячий Ключ       | посёлок         | ↗880      | Ушаковское муниципальное образование      |
| 22 | Горяшина           | деревня         | ↗444      | Ширяевское муниципальное образование      |
| 23 | Грановщина         | деревня         | ↗8302     | Уриковское муниципальное образование      |
| 24 | Дзержинск          | посёлок         | ↗4749     | Дзержинское муниципальное образование     |
| 25 | Добролёт           | посёлок         | →33       | Ушаковское муниципальное образование      |
| 26 | Дорожный           | посёлок         | ↗26       | Большереченское муниципальное образование |
| 27 | Егоровщина         | деревня         | ↗392      | Никольское муниципальное образование      |
| 28 | Еловка             | село            | ↗205      | Усть-Балейское муниципальное образование  |
| 29 | Жердовка           | деревня         | ↗291      | Оёкское муниципальное образование         |
| 30 | Зорино-Быково      | деревня         | ↗229      | Усть-Балейское муниципальное образование  |
| 31 | Зыкова             | деревня         | ↗169      | Оёкское муниципальное образование         |
| 32 | Карлук             | деревня         | ↗4950     | Карлукское муниципальное образование      |
| 33 | Каштак             | деревня         | ↗56       | Ревякинское муниципальное образование     |
| 34 | Коты               | деревня         | ↗598      | Оёкское муниципальное образование         |
| 35 | Куда               | деревня         | ↗4846     | Хомутовское муниципальное образование     |
| 36 | Кыцигировка        | деревня         | ↗485      | Никольское муниципальное образование      |
| 37 | Лебединка          | посёлок         | ↗42       | Ушаковское муниципальное образование      |
| 38 | Листвянка          | рабочий посёлок | ↘1936     | Листвянское муниципальное образование     |
| 39 | Лыловщина          | деревня         | ↗394      | Ширяевское муниципальное образование      |
| 40 | Максимовщина       | село            | ↗4232     | Максимовское муниципальное образование    |
| 41 | Максимовщина       | деревня         | ↗279      | Оёкское муниципальное образование         |
| 42 | Малая Еланка       | деревня         | ↘776      | Мамонское муниципальное образование       |
| 43 | Малая Топка        | посёлок         | ↗1952     | Уриковское муниципальное образование      |
| 44 | Малое Голоустное   | село            | ↗1278     | Голоустненское муниципальное образование  |
| 45 | Мамоны             | село            | ↗7272     | Мамонское муниципальное образование       |
| 46 | Маркова            | рабочий посёлок | ↗36 971   | Марковское муниципальное образование      |
| 47 | Мишонкова          | деревня         | ↗100      | Оёкское муниципальное образование         |
| 48 | Молодёжный         | посёлок         | ↗9219     | Молодёжное муниципальное образование      |
| 49 | Московщина         | деревня         | ↗878      | Уриковское муниципальное образование      |
| 50 | Нижний Кочергат    | посёлок         | →19       | Голоустненское муниципальное образование  |
| 51 | Никола             | посёлок         | →120      | Листвянское муниципальное образование     |
| 52 | Никольск           | село            | ↗1096     | Никольское муниципальное образование      |
| 53 | Новая Разводная    | посёлок         | ↗1395     | Молодёжное муниципальное образование      |
| 54 | Новогрудинина      | деревня         | ↗1076     | Марковское муниципальное образование      |
| 55 | Новолисиха         | деревня         | ↗562      | Ушаковское муниципальное образование      |
| 56 | Оёк                | село            | ↗3861     | Оёкское муниципальное образование         |
| 57 | Падь Мельничная    | посёлок         | ↗4706     | Марковское муниципальное образование      |
| 58 | Парфёновка         | посёлок         |           | Уриковское муниципальное образование      |
| 59 | Патроны            | посёлок         | ↗491      | Ушаковское муниципальное образование      |
| 60 | Первомайский       | посёлок         | ↗263      | Ушаковское муниципальное образование      |
| 61 | Пивовариха         | село            | ↗4847     | Ушаковское муниципальное образование      |
| 62 | Плишкино           | посёлок         | ↗2057     | Хомутовское муниципальное образование     |
| 63 | Позднякова         | деревня         | ↗356      | Хомутовское муниципальное образование     |
| 64 | Поливаниха         | заимка          | ↗34       | Ушаковское муниципальное образование      |
| 65 | Ревякина           | деревня         | ↗735      | Ревякинское муниципальное образование     |
| 66 | Рязановщина        | деревня         | ↗166      | Никольское муниципальное образование      |
| 67 | Сайгуты            | деревня         | ↘271      | Гороховское муниципальное образование     |
| 68 | Смоленщина         | село            | ↗5899     | Смоленское муниципальное образование      |
| 69 | Сосновый Бор       | деревня         | ↘1575     | Сосновоборское муниципальное образование  |
| 70 | Степановка         | деревня         | ↘199      | Гороховское муниципальное образование     |
| 71 | Столбова           | деревня         | ↗647      | Уриковское муниципальное образование      |
| 72 | Тайтура            | деревня         | ↗98       | Ширяевское муниципальное образование      |
| 73 | Талька             | деревня         | ↗239      | Хомутовское муниципальное образование     |
| 74 | Тальцы             | посёлок         | ↘5        | Большереченское муниципальное образование |
| 75 | Тихонова Падь      | деревня         | ↗232      | Ширяевское муниципальное образование      |
| 76 | Турская            | деревня         | ↗227      | Оёкское муниципальное образование         |
| 77 | Урик               | село            | ↗2184     | Уриковское муниципальное образование      |
| 78 | Усть-Балей         | посёлок         | ↗310      | Усть-Балейское муниципальное образование  |
| 79 | Усть-Куда          | деревня         | ↗2363     | Усть-Кудинское муниципальное образование  |
| 80 | Хайрюзовка         | деревня         | →8        | Уриковское муниципальное образование      |
| 81 | Хомутово           | село            | ↗24 833   | Хомутовское муниципальное образование     |
| 82 | Худякова           | деревня         | ↗556      | Ушаковское муниципальное образование      |
| 83 | Черёмушка          | деревня         | ↗534      | Ревякинское муниципальное образование     |
| 84 | Черемшанка         | посёлок         | →6        | Большереченское муниципальное образование |
| 85 | Ширяева            | деревня         | ↗999      | Ширяевское муниципальное образование      |

## Экономика
Основной профиль развития экономики района — сельскохозяйственный. Наиболее крупные промышленные предприятия — АО «Сосновгео», ООО РСП «Топка», филиал «Топкинский» областного унитарного предприятия «Дорожная служба Иркутской области», инженерно-строительный центр ЗАО «Труд».
Развитие района обусловлено его географическим положением: с одной стороны, это пригородная зона областного центра, с другой — это район побережья Байкала с ограничениями экологического характера.

## Ресурсы
- Среди лесных ресурсов преобладает сосна. Общий запас древесины оценивается в 119,2 млн м³, однако 98 % составляют леса ограниченного пользования, в основном это Прибайкальский национальный парк, водоохранная зона озера Байкал и санитарно-гигиенические городские леса. Эксплуатационный запас древесины составляет лишь 12,3 млн м³.
- Минерально-сырьевая база отличается богатством разведанных месторождений естественных строительных материалов, торфа, кварцитов, стекольных песков, а также ряда проявлений талькитов и цеолита.
- Водные ресурсы составляет река Ангара, которая принимает в себя слева по течению реку Иркут с её притоками Олхой и Каей, справа — Ушаковку и Куду. Объём водозабора составляет 209,2 млн м³. Подавляющая часть водоснабжения приходится на город Иркутск. Объём образующихся сточных вод составляет 173,4 млн м³. Наиболее благоприятными условиями разбавления сточных вод речными обладает находящаяся в свободном состоянии Ангара ниже Иркутской ГЭС и Иркут.
- Площадь охотугодий составляет 852 тыс. га, однако территория района перспективна для ведения только любительской и спортивной охоты.

## Социальная сфера
Учреждения образования:
- 40 общеобразовательных школ (23 средних, 1 основная, 8 начальных, 8 начальных школ - детских садов),
- 30 дошкольных учреждений,
- 1 вечерняя школа,
- 3 учреждения дополнительного образования — центр развития творчества детей и юношества, детско-юношеская спортивная школа, станция юных натуралистов.

Учреждения здравоохранения:
- Центральная районная больница на 75 коек,
- Поликлиника мощностью 200 посещений в смену,
- 6 участковых больниц — Гороховская (25 коек), Оёкская (35 коек), Хомутовская (25 коек), Листвянская (10 коек), Большереченская (25 коек), Малоголоустненская (25 коек),
- 4 врачебных амбулатории,
- 52 фельдшерско-акушерских пункта,
- 4 круглосуточных поста скорой помощи.

Учреждения культуры:
- 43 учреждения клубного типа,
- 28 массовых библиотек,
- 5 детских музыкальных школ и школ искусств,
- 3 музея (с. Оёк, с. Урик и с. Хомутово),
- методический центр.

Учреждения социальной защиты населения:
- 2 специализированных учреждения для несовершеннолетних, нуждающихся в социальной реабилитации (д. Кыцигировка — 60 мест, с. Урик — 40 мест),
- социально-реабилитационный центр для одиноких и престарелых граждан в посёлке Листвянка на 20 мест.

## Туризм
Главный памятник природы на территории района — озеро Байкал, на берегу которого расположено несколько здравниц и баз отдыха. По Байкальскому тракту вдоль берега Ангары работает множество санаториев, кемпингов-отелей, архитектурно-этнографический музей «Тальцы».